# Fluidothorax
Fluidothorax, pleurální výpotek, pohrudniční výpotek (laicky "voda na plicích") je lékařský termín, označující patologické nahromadění tekutiny v prostoru kolem plíce v tzv. pleurální dutině mezi pohrudnicí (parietální pleura) a poplicnicí (viscerální pleura). Fluidothorax je obecný název, který se dále konkretizuje dle zjištěného složení tekutiny.
Obdobný stav je pneumothorax, kdy pleurální dutina obsahuje vzduch nebo jiný plyn.

## Vznik fluidothoraxu
Pleura neustále uvolňuje tekutinu rychlostí asi 0,01 ml na kilogram tělesné hmotnosti za hodinu. Zhruba stejnou rychlostí je pleurální tekutina vstřebávána lymfatickým systémem. V pleurální dutině bývá obvykle 5 až 15 ml pleurální tekutiny.
Dojde-li k nerovnováze, tj. při rychlejším uvolňování nebo pomalejším vstřebávání tekutiny, vzniká výpotek - fluidothorax. Příčinou je obvykle choroba buď přímo na pleuře nebo na okolních orgánech (plíce, srdce, hrudní stěna, bránice, krční orgány). Příčinou však může být i systémové onemocnění nebo metastázy.
Vůbec nejčastěji se tvoří výpotek v důsledku městnavého srdečního selhání. Další časté příčiny jsou: zápal plic, plicní embolie, cirhóza jater, onemocnění ledvin, některá autoimunitní onemocnění, nádory (zejména plic a prsu). Může však být projevem řady dalších chorob.
Fluidothorax rovněž může být důsledkem léčby, například ozařování nebo operace v oblasti hrudníku, krku nebo břicha (sklerotizace jícnových varixů). Některé léky mohou vyvolat krvácení, alergii nebo jiné reakce vedoucí k tvorbě výpotku.

## Druhy fluidothoraxu a jejich příčiny
Transudativní fluidothorax obsahuje málo bílkovin, je nezánětlivý a neinfekční, riziko trvalého poškození plic je nižší. Vzniká při zvýšeném cévním tlaku, hlavní příčinou je městnavé srdeční selhání. Příčinou může být i těžká podvýživa nebo některé nemoci ledvin, kdy se však tekutina uvolňuje i do břišní dutiny a vznikají i podkožní otoky.
Exsudativní fluidothorax obsahuje rozpadlé mrtvé buňky, je proto zánětlivý a bohatý na bílkoviny. Příčinou může být plicní embolie nebo jinak zablokované lymfatické nebo krevní cévy, zápal plic nebo pohrudnice, případně jiné infekce, ale rovněž nádor nebo poranění plic.
Podle složení tekutiny se výpotek označuje jako:
- hemothorax - obsahuje převážně krev, obvyklou příčinou je zranění,
- chylothorax - obsahuje chylus (mízní tekutina s příměsí suspendovaného tuku[6]), obvykle rovněž v důsledku úrazu,
- pyothorax (též empyema thoracis, empyém) - obsahuje hnis (mrtvé buňky, bílé krvinky, přípandě i bakterie), příčinou bývá zánětlivé onemocnění, například zápal plic, původci jsou nejčastěji baktérie Streptococcus pneumoniae, Haemophilus influenzae a Staphylococcus aureus,
- cholothorax - obsahuje žluč v důsledku píštěle, vyskytuje se vzácně.

## Příznaky a diagnostika
Fluidothorax může být i bez příznaků. Obvyklými projevy jsou dušnost, bolest na hrudi, horečka, suchý kašel, potíže při dýchání vleže a při námaze, nemožnost se plně nadechnout nebo přetrvávající škytavka.
Výpotek většího rozsahu lze zjistit běžným fyzikálním vyšetřením - poslechem fonendoskopem, který odhalí omezené dýchání v dolní části plic a poklepem a pohmatem hrudníku. Je-li fyzikální nález neprůkazný, lze podezření na fluidothorax ověřit pomocí zobrazovacích metod; v pořadí podle rozlišovací schopnosti to může být rentgen, ultrazvuk nebo CT. Ultrazvuk na rozdíl od CT nezatěžuje organismus ionizujícím zářením.
Složení výpotku lze zjistit odběrem pleurální tekutiny (thorakocentéza) a jejím makroskopickým (na základě vzhledu a zápachu) nebo laboratorním vyšetřením. Při podezření na nádor se odebírá i vzorek pleury (biopsie). Novější metodou je thorakoskopie (videothorakoskopie), která umožňuje lékařům nahlédnout přímo do pleurální dutiny. Na základě těchto vyšetření se pak určuje následná léčba.

## Léčba
Léčba fluidothoraxu závisí na primární příčině, rozsahu výpotku a jeho závažnosti, obvykle probíhá v nemocnici. Léčba se především zaměřuje na odstranění primární příčiny, protože jinak se bude výpotek dále tvořit. U menších výpotků se nejdříve zkouší snížení objemu tekutiny aplikací diuretik. Větší výpotek je možno odsát.
K jednorázovému odstranění tekutiny se používá pleurální punkce, tj. zavedení jehly do pleurální dutiny a odsátí jejího obsahu. K navedení jehly se využívá ultrazvuk. Na základě analýzy odsáté tekutiny se pak upravuje léčba. Hrudní drén (hadička napojená na láhev s aktivním odsáváním) se aplikuje, pokud je nutno tekutinu odsávat dlouhodoběji, zároveň umožňuje aplikovat lokální antibiotika a jiné léky.
V závažnějších případech se výpotek, případně i část pleury, odstraňuje chirurgicky. Používají se i další chirurgické postupy k omezení tvorby výpotku nebo jeho odvedení například do břišní dutiny.